# Phêrô Thiệu Chúc Mẫn
Phêrô Thiệu Chúc Mẫn (Sinh 1963, tiếng Trung:邵祝敏, tiếng Anh: Peter Shao Zhu-min) là một giám mục người Trung Quốc của Giáo hội Công giáo Rôma. Ông hiện đảm trách sứ vụ Giám mục chính tòa Giáo phận Vĩnh Gia (tên khác là Ôn Châu).

## Tiểu sử
Giám mục Mẫn sinh ngày 10 tháng 9 năm 1963 tại tỉnh Chiết Giang, Trung Quốc. Sau khoảng thời gian dài tu học, ông ở trong trại cải tạo lao động 12 năm ở Nội Mông vì niềm tin vào Công giáo dưới thời Mao Trạch Đông. Sau khi được trả tự do vào cuối thập niên 1960, ông vẫn bị quản thúc ở Nội Mông thêm 20 năm nữa. Ngày 10 tháng 8 năm 1989, Phó tế Mẫn đã được thụ phong chức vị linh mục bởi giám mục Sơn Tây là Antôn Chu Duy Đạo. Năm 1990, ông thành lập dòng Các Nữ Tu Thánh Tâm Chúa Giêsu ở Ôn Châu. Tòa Thánh bổ nhiệm linh mục Phêrô Triệu Chúc Mẫn làm Giám mục Phó Giáo phận Vĩnh Gia. Lễ tấn phong cho Tân giám mục diễn ra cách bí mật vào ngày 10 tháng 11 năm 2007 hoặc tháng 12 năm 2007. Giám mục chính tòa Vinh Sơn Chu Duy Phương qua đời ngày 7 tháng 9 năm 2016, ông chính thức lên kế nhiệm chức vị chính tòa. Trước đó, khi giám mục Phương lâm trọng bệnh và gần qua đời, nhà cầm quyền Trung Quốc đã bắt cóc giám mục Mẫn, giam tại tây bắc Trung Quốc. Giữa tháng 9 năm 2017, giám mục Mẫn bất ngờ đăng thông tin lên tài khoản We Chat của ông, cho biết ông phẫu thuật tai tại bệnh viện Tongren Bắc Kinh ngày 11 tháng 9. Ông sẽ cần nửa năm để hồi phục, và chính quyền Trung Quốc sẽ không chăm sóc ông sau phẫu thuật. Ngày 2 tháng 1 năm 2018, Giám mục Thiệu được trả tự do, hiện đang cư trú tại thành phố Tể Ninh, tỉnh Thanh Hải cách Ôn Châu 2.500 km.